# Atlantics
Atlantics (o Atlantique o Atlantics: A Ghost Love Story) es una película de 2019 dirigida por la actriz y directora franco-senegalesa Mati Diop. Atlantics es la ópera prima de Diop luego de la realización de varios cortometrajes. Esta película la llevó a ser la primera mujer negra en participar por la Palma de Oro en el Festival de Cannes en sus 72 años de historia (al 2019). Finalmente, la película se llevó el Gran Premio del Jurado, el segundo en importancia del festival. 
La película fue prenominada a la nonagésima segunda edición de los Premios Óscar en la categoría de mejor película internacional.

## Argumento
La historia transcurre en Dakar, donde Ada (Mama Sane), una chica de familia musulmana, está comprometida en matrimonio con Omar (Babacar Sylla), cumpliendo con los rituales de su familia. Ada, por su parte, ama a Souleiman (Ibrahima Traore), un trabajador de construcción, y sostiene una relación clandestina con él. La relación de Ada y Souleiman se verá interrumpida por el imprevisto viaje de él y sus compañeros de trabajo por el océano Atlántico hacia España, el cual resulta en un fatídico accidente.
La noche de bodas de Ada y Omar, la cama matrimonial de estos es incendiada misteriosamente. El hecho desencadena una investigación dirigida por el inspector Issa (Amadou Mbow) y en la que tanto el desaparecido Souleiman y  Ada se verán involucrados. Mientras se desarrolla el caso, el inspector Issa y algunas mujeres del pueblo empezarán a experimentar extraños episodios de fiebre y mareos que desencadenan en la posesión de estos por parte de los espíritus de los trabajadores que murieron en el mar, quienes han vuelto para hacer justicia por las condiciones laborales bajo las cuales trabajaban mientras aún vivían. 

## Valoración histórica
La película muestra una serie de acontecimientos que pueden variar según los personajes, pero la causas podemos decir que son comunes y trata de la pobreza y la dificultad de acceder a un bienestar social en su país natal. Con ello la película hace alusión a la migración ilegal y a la situación de la mujer. 
Durante la trama muestra las clases sociales en que se puedan dividir la población senegalesa. Estas son entre ricos y pobres, y como ejemplo: esta la aparición de la figura del prometido de Ada y la del jefe de la obra que muestran un poder adquisitivo mayor que los personajes pobres. Por otro lado, poseemos la figura de Ada, Souleiman y sus amigas o amigos que viven en zonas muy empobrecidas. En si la película nos enseña las diferentes formas de vida entre estos dos grupos sociales sin apoyarse ideológicamente en un grupo. 
Con esto la película nos ofrece las dos realidades de Senegal, imagen que puede repetirse en otros países de África. Esta imagen,a su vez, transmite la falta de desarrollo en el ámbito económico, social y político. Una escasez con el bienestar social que deriva en un abuso de poder de las élites sobre la población con menos recursos.

## Reparto[2]
- Mama Sane — Ada
- Amadou Mbow — Issa
- Ibrahima Traore — Souleiman
- Nicole Sougou — Dior
- Aminata Kane — Fanta
- Babaka Sylla — Omar
- Coumba Dieng — Coumba
- Ibrahima Mbaye — Moustapha
- Diankou Sembene —Sr. Ndiave

## Recepción
En el sitio web Rotten Tomatoes, la película cuenta con un 95 % de aprobación con un total de 125 críticas. En Metacritic, sitio web encargado de recolectar reseñas, la película se posiciona con 85 puntos de 100, lo que indica aclamación universal. Por su parte, la página FilmAffinity reporta un puntaje de 5,9 basado en 401 un votos. En la base de datos IMDb, la película cuenta con un puntaje de 6,8

## Premios y nominaciones
Atlantics participó por la Palma de Oro en el Festival de Cannes, pero terminó ganando el Gran Premio del Jurado. La cinta senegalesa también logró abrirse pasó en las prenominaciones de los Premios Óscar en su 92° edición para la categoría de mejor película internacional. Además, los Critics' Choice Awards le dieron la nominación a la cinta en la categoría de mejor película de lengua extranjera al igual que los Premios Satellite para la categoría de mejor película internacional. Por su parte, Mati Diop alcanzó la nominación al Premios del Sindicato de Directores en la categoría de mejor logro directoral en una ópera prima.